# Simone Saback
interpretă
Simone Saback (n. 25 februarie 1956, Jacobina, Bahia, Brazilia) este o compozitoare, interpretă, poetă, scriitoare și jurnalistă braziliană.

## Biografie
A locuit câțiva ani în Salvador înainte de a se muta în Brasília, în 1963, unde a trăit timp de 39 de ani. Aici, cea mai mare dintre cei șapte frați, a primit de la tatăl său prima chitară, la vârsta de 12 ani. Cu înclinația sa poetică și muzicală înnăscută, Simone a învățat să cânte singură și, imediat, a început să compună primele sale cântece.
În capitala braziliană, a funcționat ca jurnalistă la Jornal de Brasília și la ziarul Última Hora. A urmat câțiva ani cursurile Facultății de Drept la Universitatea din Brasília, dar atracția pentru muzică a învins legile.
În 1983, Simone Saback s-a îndepărtat de scenă și s-a dedicat culiselor. A înființat, alături de jurnalista Maria Helena de Carvalho, agenția culturală Free Lancer Comunicaçăo. Timp de aproape două decenii, impresarele au alimentat piața de teatru și muzică, au lansat artiști și au colaborat cu mari nume deja consacrate pe plan național.
Simone a părăsit Brasília în 2002 și s-a mutat la Rio de Janeiro. I-au fost înregistrate melodii interpretate de un cuplu neobișnuit - Frejat și Zélia Duncan - și de asemenea de Ana Carolina și de Fábio Jr., pe lângă nume care începeau să se afirme pe scenele braziliene, precum Dillo Daraujo, Andréa França și Ricky Vallen.
Pe lângă muzică, Simone a semnat argumentul, repertoriul și direcția muzicală pentru spectacole de succes, ca de exemplu As Robertas - Loucas pelo Rei (Robertele – Nebune după rege), din 2006, omagiu adus celor 40 de ani de mișcare muzicală Jovem Guarda si cântarețului Roberto Carlos, precum și cântecele și textul original al musical-ului, dedicat tot publicului infanto-juvenil, O Passarinho e a Borboleta (Pasărea și fluturele), adaptat pentru Orchestra Braziliană de Step de către fratele artistei, Marcelo Saback, și pus în scenă tot în 2006.
Acest parteneriat familial nu a fost primul: Simone publicase deja, împreună cu sora sa, Deny Saback, volumul de poeme Mesmo Sangue (Același sânge), în 1978, perioadă în care a prezentat și primul său recital în Brasília, la Sala Funarte, la invitația directorului de atunci, Alvim Barbosa.

## Compoziții înregistrate
- Se Quiser Vai [Simone Saback] – Fábio Jr. (CD "Acústico", Sony BMG Brasil, 2002)
- Mãos Atadas [Simone Saback] - Zélia Duncan e Frejat (CD "Pré Pós Tudo Bossa Band", Universal Music, 2005)
- Mãos Atadas [Simone Saback] - Zélia Duncan (DVD "Pré Pós Tudo Bossa Band – O Show", Universal Music, 2006)
- Mãos Atadas [Simone Saback] - Zélia Duncan e Simone (CD e DVD "Amigo É Casa", Biscoito Fino, 2007)
- Vai [Simone Saback] - Ana Carolina (CD Duplo "Dois Quartos" e CD "Quarto", Sony BMG Brasil, 2006/2007)
- Me Esqueci Aí [Simone Saback] - Andrea França (CD "Sal Com Açúcar", Independente, 2007)
- Vai (Ao Vivo) [Simone Saback] - Ana Carolina (CD e DVD "Multishow Ao Vivo Ana Carolina Dois Quartos", Armazém / Sony BMG Brasil, 2008)
- Vida, Onde É Que Foi Parar? [Simone Saback | Versão: Ricky Vallen] - Ricky Vallen (CD e DVD "Ricky Vallen ao Vivo", Sony BMG Brasil, 2009)
- Duas Caras (Espelho Seu) [Dillo Daraujo & Simone Saback] - Dillo Daraujo (DVD "Música Roqueira Popular Brasileira", Independente, 2010)
- Mensagem do Tempo [Simone Saback] - Dillo Daraujo (DVD "Música Roqueira Popular Brasileira", Independente, 2010)
- Vai [Simone Saback] - Leonardo (CD "Alucinação", Universal Music, 2010)
- Deixa de Bobagem [Ronaldo Barcellos & Simone Saback] - Ronaldo Barcellos  (CD "Motel das Estrelas", Independente, 2012)
- Duas Caras (Espelho Seu) [Dillo Daraujo & Simone Saback] - Angel Duarte (Independente, 2012)
- Flor do Sol [Cássia Eller & Simone Saback] - Cássia Eller (Independente, distribuição pela Universal, 2012)

## Compoziții inedite
- REVERBNATION
- MYSPACE MUSIC
- SOUNDCLOUD
- CANAL MPB[nefuncțională]
- YOUTUBE

## Alte link-uri
- SITE OFICIAL
- PAGINA OFICIALA PE FACEBOOK
- BLOGUL SIMONEI